# Priverno
Priverno és un comune (municipi) de la província de Latina, a la regió italiana del Laci. Fins a l'any 1927 el seu nom era Piperno, i a l'època antiga Privernum.
Priverno limita amb els següents municipis: Maenza, Pontinia, Prossedi, Roccagorga, Sezze, Sonnino i Roccasecca dei Volsci.
A 1 de gener de 2019 tenia 14.296 habitants.

## Història

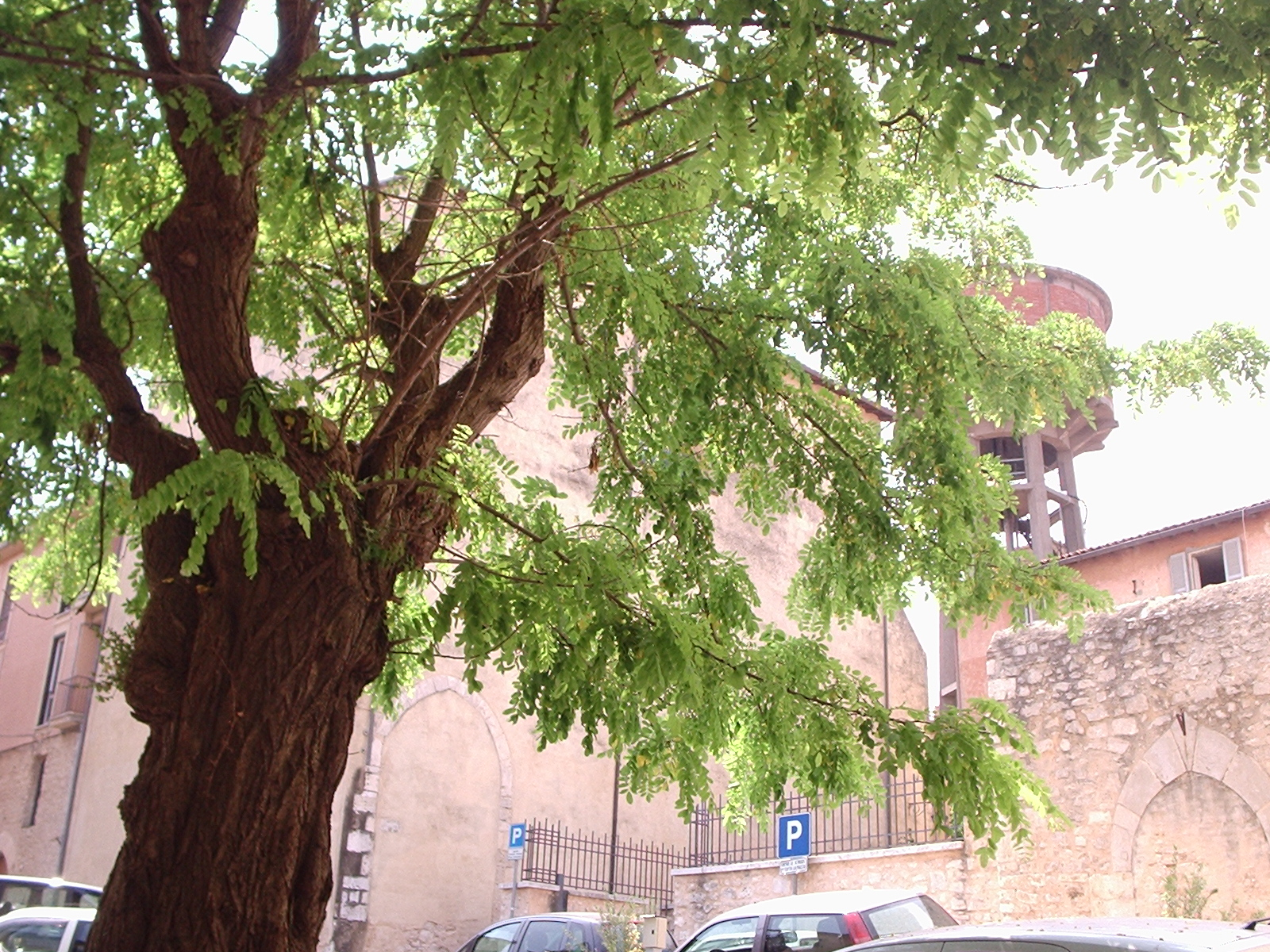
Robinia pseudoacacia a la ciutat d'estiu de Priverno

Privernum és descrit per Titus Livi com un pròsper lloc dels volscs, que va ser conquerit i destruït pels romans a finals del segle iv aC. La Via Àpia hi passava a prop. La ciutat es va recuperar sota el domini romà, però va desaparèixer després de la caiguda de l'Imperi Romà d'Occident, probablement destruïda per atacs sarraïns.
Més tard va pertànyer als Estats Papals fins a la captura de Roma el 1870.

## Llocs d'interès
Molt a prop hi ha la famosa Abadia de Fossanova, que és on va morir el patró de la ciutat, Sant Tomàs d'Aquino, el 7 de març de 1274.
 

### Esglésies notables
- Santa Maria Assunta (antiga catedral), consagrada pel papa Luci II el 1183. Acull un panell de la Madonna de l'Agosto i el crani de Sant Tomàs.
- San Benedetto, construït pels benedictins al segle vii; inclou frescos dels segles XIII i XVI.
- San Giovanni Evangelista (segle ix, reconstruït al segle xiii). Té frescos del segle xiii-XV, amb històries de Santa Caterina (segle XIV) i una Madonna amb un nen (segle XV).
- San Tommaso d'Aquino (segle xiii).
- San Nicola (segle xiii).

### Arquitectura civil
- Villa Gallio, residència del cardenal Tolomeo Gallio.
- El palau comunal (segle xiii), amb la font dels dofins de Giuseppe Olivieri.
- Arcs de les portes de San Marco i Posterola, les úniques restes de les set portes que donaven accés a Priverno.
- Restes de l'antic Privernum es troben fora de la ciutat, que inclouen parts de les muralles, banys, tres cases patrícies i un temple. Aquí es trobava també una colossal estàtua de Tiberi (actualment als Museus Vaticans).